# The Saw Is the Law
The Saw Is the Law es un EP de la banda alemana de thrash metal, Sodom, lanzado en el año 1991. 

## Lista de temas
- 1. The Saw Is the Law – 5:52
- 2. Tarred and Feathered – 3:04
- 3. The Kids Wanna Rock featuring Depp Jones, Harris Johns (Adams/Vallance) – 2:47 (Cover Bryan Adams)

## Créditos
- Tom Angelripper - Voz, bajo
- Michael Hoffman - Guitarra
- Chris Witchhunter- Batería

- Datos: Q1115342